# Sant’Elena
Sant’Elena – miejscowość i gmina we Włoszech, w regionie Wenecja Euganejska, w prowincji Padwa.
Według danych na rok 2004 gminę zamieszkiwało 1760 osób, 220 os./km².